# Капаш, Богларка
Богларка Капаш (венг. Boglárka Kapás; род. 22 апреля 1993, Дебрецен) — венгерская пловчиха, чемпионка мира, восьмикратная чемпионка Европы. Специализируется в плавании вольным стилем на средних дистанциях (400 и 800 метров) и баттерфляе.
Победила в финале на 800 метров вольным стилем на чемпионате Европы 2012 года.
Участвовала в Олимпиаде-2008 в Пекине на дистанции 400 м вольным стилем, где не прошла дальше первого раунда.
На Олимпиаде-2012 в Лондоне пробилась в финал заплывов на 800 метров вольным стилем, где заняла 6-е место.
На Олимпиаде-2016 в Рио заняла 3е место на дистанции 800м вольным стилем
В мае на чемпионате Европы по водным видам спорта, который состоялся в Будапеште, в Венгрии, Богларка на дистанции 200 метров баттерфляем завоевала золотую медаль, проплыв в финале за 2:06,50 и став 8-кратной чемпионкой Европы. В составе эстафетной команды на дистанции 4 по 200 метров вольным стилем завоевала серебряную медаль. На дистанции 400 метров вольным стилем Богларка завоевала бронзовую медаль.